# Samsung Heavy Industries
Samsung Heavy Industries — южнокорейская судостроительная компания. Штаб-квартира расположена в городе Соннам (пригород Сеула). Компания была образована 5 августа 1974 года. Входит в Samsung Group.
Занимается разработкой и строительством преимущественно крупнотоннажных грузовых судов. Входит в «Большую тройку» судостроительных компаний Южной Кореи (вместе с Hyundai и Daewoo Shipbuilding & Marine Engineering).

## История
Компания Samsung Heavy Industies («Самсунг — тяжёлая промышленность») была основана в 1974 году в составе группы Самсунг; первоначально базировалась в Чханвоне и занималась машиностроением. Вскоре была основана судостроительная компания Самсунг и началось строительство верфи в городе Кодже, первый док был открыт в конце 1979 года. В январе 1983 года компании группы Самсунг Samsung Shipbuilding и Daesung Heavy Industries были объединены с Samsung Heavy Industies. В феврале 1983 года в Кодже был открыт второй док, а в 1994 году — третий, самый большой (длина — 640 м, ширина — 97,5 м, глубина — 13 м). В декабре 1994 года компанией было спущено на воду сотое судно, а к 2006 году было построено 500 судов. После реорганизации во время Азиатского финансового кризиса 1997 года судостроение стало основным направлением деятельности Samsung Heavy Industies.
В 1997 году был открыт завод в китайском городе Нинбо, а в 2007 году в Жунчэне — второй завод в КНР, в который было инвестировано 500 млн долларов. На обоих заводах велось производство крупных блоков, которые затем отправлялись в Корею для сборки. В 2023 году завод в Нинбо был продан. В 2013 году было создано совместное предприятие в Нигерии SHI-MCI FZE. В строительство верфи близ Лагоса Samsung Heavy Industies вложила 300 млн долларов.
В 2007—2010 годах компания строила для Катара самые большие в мире СПГ-танкеры классов Q-Max и Q-Flex. Компанией было построено самое большое в мире на момент постройки судно — Prelude FLNG длиной 488 метров — самая массивная плавучая конструкция, когда-либо созданная людьми; оно было спущено на воду в июле 2017 года.

## Деятельность

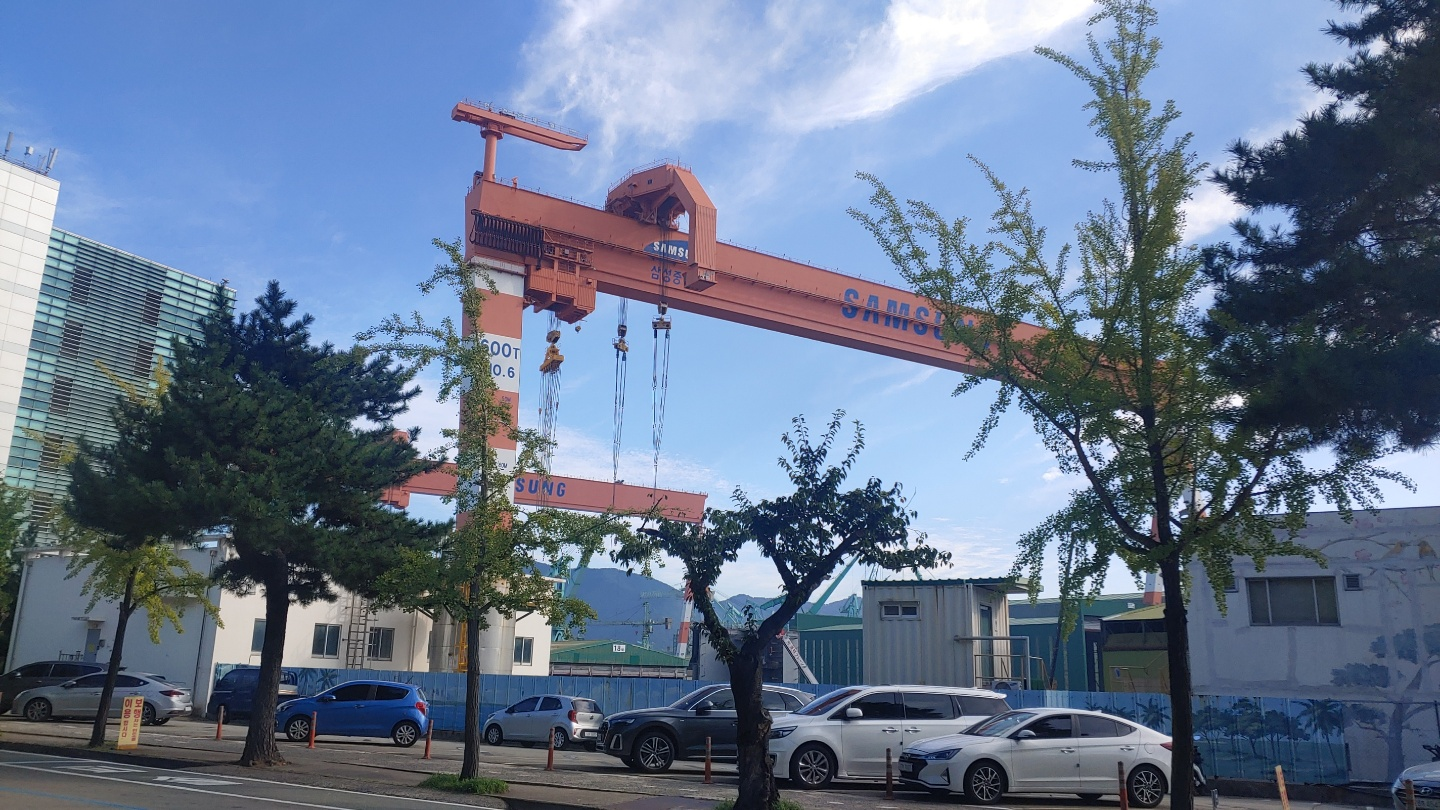
Судостроительный кран в Кодже

Выручка компании за 2023 год составила около 8 трлн южнокорейских вон (6,2 млрд долларов США). Главным производственным центром является судостроительный завод в Кодже с тремя доками. Завод имеет самую высокую производительность в мире, он способен выпускать по 10 крупных судов в год, что достигается за счёт высокого уровня автоматизации (68 %) и применения больших кранов, что позволяет собирать суда из блоков весом до 3 тыс. т.
Компания выпускает танкеры, газовозы, контейнеровозы и пассажирские суда, а также бурильные суда и платформы, плавучие установки для добычи, хранения и отгрузки нефти.